# Phytoecia virgula
Phytoecia virgula é uma espécie de insetos coleópteros polífagos pertencente à família Cerambycidae.
A autoridade científica da espécie é Charpentier, tendo sido descrita no ano de 1825.
Trata-se de uma espécie presente no território português.